# Isorno
Isorno est une ancienne commune suisse du canton du Tessin, située dans le district de Locarno.

## Histoire
La commune a été fondée en 2001 par la fusion des anciennes communes d'Auressio, Berzona et Loco ; tirant son nom de la rivière qui parcourt la vallée, elle devient alors la plus peuplée du val Onsernone. 
Le 1er janvier 2017, la commune est intégrée, tout comme ses voisines de Mosogno, Vergeletto et Gresso, dans celle d'Onsernone.